# 范峋

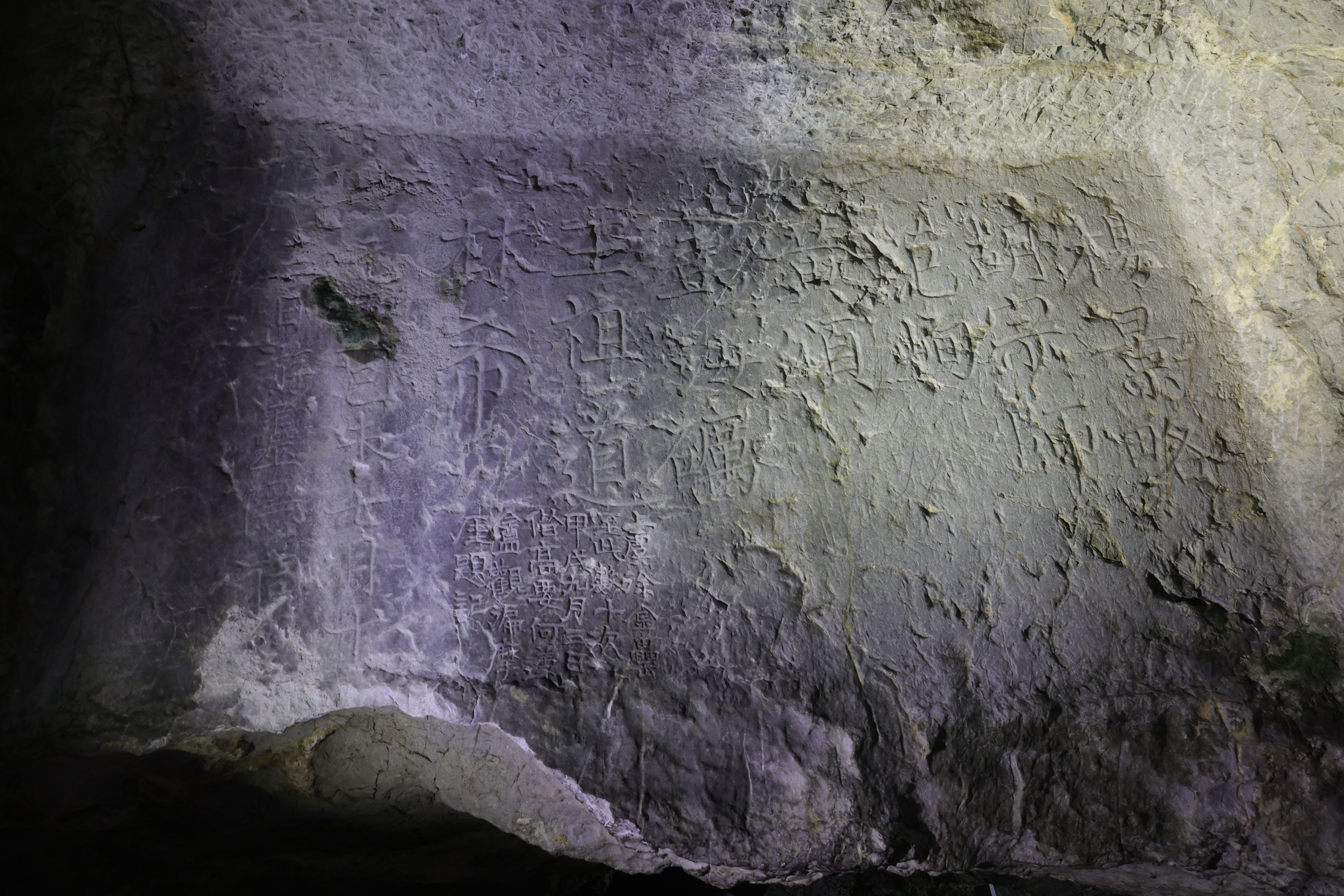
范峋等人在杭州飞来峰的题刻，范峋之名在右数第三行。

范峋（?—?），南剑州剑浦（今福建南平）人。北宋考功司員外郎，之後升遷為府界諸縣鎮提點公事。到宋神宗趙頊熙寧五年（即公元1072年），因御史臺推直官蹇周輔打算修改河北轉運糧食之水道，但常平司提舉劉誼認為水流太急不適宜用作運送食鹽，所以詔時為江東提點刑獄之范峋作實地考察。另曾為江南西路安撫使。